# Haramija
Haramija je naziv za lahko najemniško pehoto, ki je značilna za Hrvaško med 16. in 18. stoletjem.
Haramija je bila ustanovljena z namenom preprečevanja oz. odvračanja turških napadov.